# Pikrinsäure
Pikrinsäure (altgriechisch πικρός pikrós ‚bitter‘) ist der Trivialname für 2,4,6-Trinitrophenol (TNP). Die Säure besteht aus einem Benzolring, an den eine Hydroxygruppe (–OH) und drei Nitrogruppen (–NO2) als Substituenten gebunden sind. Sie gehört damit zur Stoffgruppe der Trinitrophenole. Ihre Salze heißen Pikrate.

## Geschichte

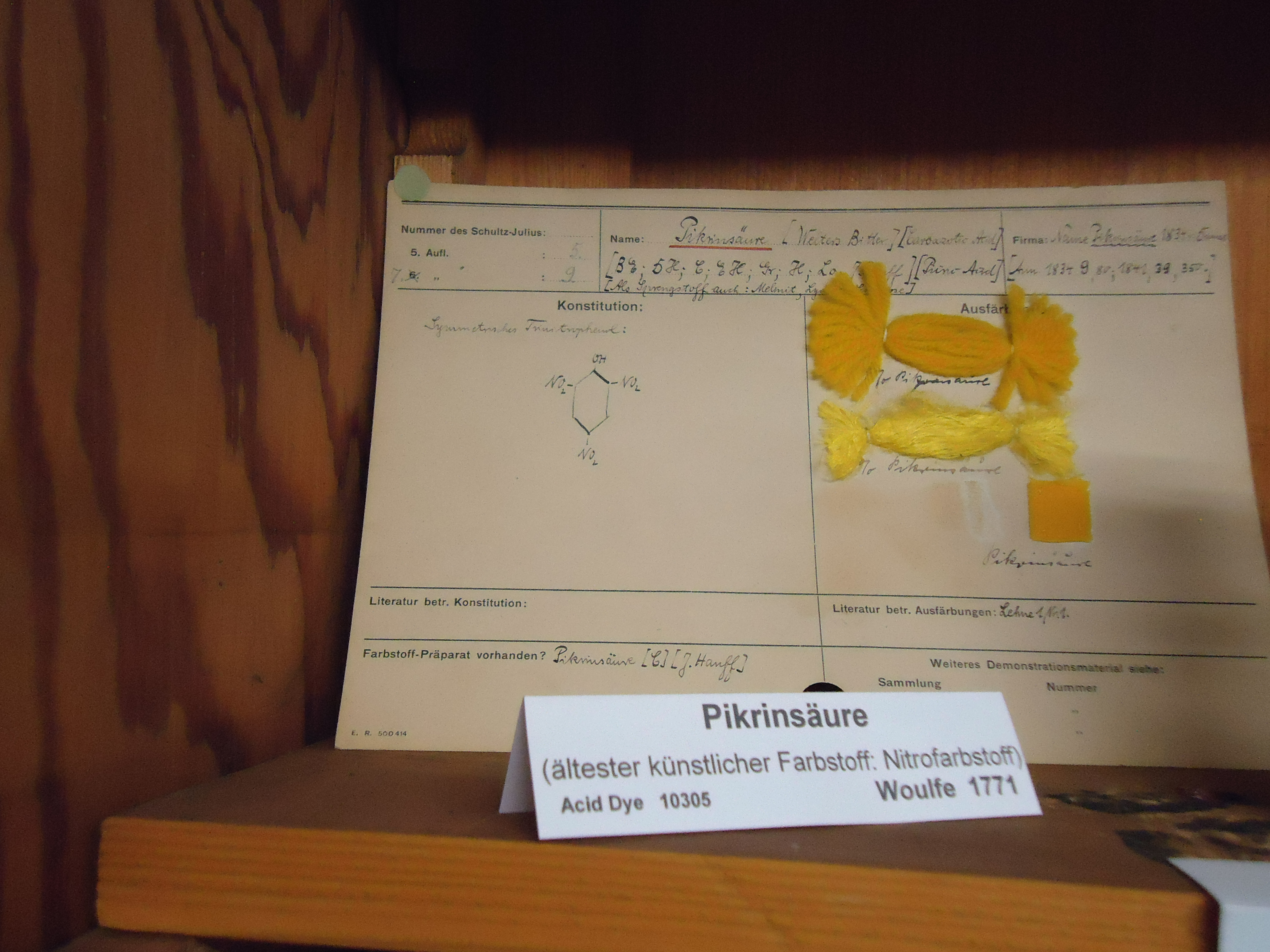
Pikrinsäure (Historische Farbstoffsammlung der TU Dresden)

Durch Behandlung von Indigo mit Salpetersäure konnte Peter Woulfe als erster 1771 Pikrinsäure darstellen. Neben der Gelbfärbung von Seide hatte sie zunächst noch keine Bedeutung. Die Substanz war das erste detonierende, brisante Geschoss-Füllmittel und wurde als Lyddit, Ekrasit, Schimose oder Melinit ab 1886 so verwendet, nachdem der Franzose Eugène Turpin die Sprengstoffeigenschaft der Pikrinsäure entdeckt hatte. 1864 verfasste der deutsche Arzt Wilhelm Erb eine Arbeit über Physiologische und therapeutische Wirkungen der Pikrin-Säure. 1865 habilitierte er sich auch mit einer Arbeit zu dieser Thematik. Im ausgehenden 19. Jahrhundert wurde Pikrinsäure verbreitet zum Färben von Backwaren verwendet und war als Weltersches Bitter bekannt. Dies wurde nach zahlreichen Vergiftungsfällen jedoch unterbunden. Bei der katastrophalen Halifax-Explosion im Jahre 1917 detonierten unter anderem 2300 Tonnen Pikrinsäure. Pikrinsäure wurde im Ersten und z. T. auch im Zweiten Weltkrieg als Sprengladung für Granaten verwendet. Allein im Ersten Weltkrieg wurden auf deutscher Seite mehr als 60.000 Tonnen Pikrinsäure hergestellt. Wegen der unkontrollierten Bildung von sehr stoßempfindlichen Schwermetallpikraten ersetzte man die Pikrinsäure durch TNT.
1998 und 2000 fanden zwei Rückrufaktionen in Thüringen statt, um Pikrinsäure aus Schulen zurückzuholen, weil Versuche nicht mehr im Lehrplan vorgesehen waren. In anderen deutschen Bundesländern wurde erst 2008 wieder auf die Gefahr aufmerksam gemacht. 2012 und 2013 wurde Pikrinsäure an Schulen in Berlin und Friedrichshafen entdeckt und vom Kampfmittelbeseitigungsdienst entsorgt. 2023 und 2024 wurden an 4 Schulen in Niederösterreich jeweils kleine Mengen an (getrockneter) Pikrinsäure, wohl früher für die Demonstration der Detonationswirkung beschafft, von Polizei, Feuerwehr und Entschärfungsdienst sicher entsorgt.

## Darstellung und Gewinnung
Die Pikrinsäure wird über die Sulfonierung von Phenol zu Phenol-2,4-disulfonsäure und nachfolgende Behandlung mit Salpetersäure hergestellt.
Alternativ bietet sich die Darstellung aus Chlorbenzol über 2,4-Dinitrochlorbenzol, 2,4-Dinitrophenol und dessen erneute Nitrierung an. Eine direkte Herstellung der Substanz gelingt durch die Oxynitrierung von Benzol durch konzentrierte Salpetersäure in Gegenwart von Quecksilber(II)-nitrat. Früher wurde Pikrinsäure auch aus Akaroidharz hergestellt.

## Eigenschaften
Pikrinsäure bildet leuchtend gelbe, stark bitter schmeckende Kristalle. Sie ist nur schwer in kaltem Wasser löslich, besser löslich in siedendem Wasser und leicht löslich in Ethanol und Benzol. Bedingt durch die Häufung elektronenziehender Nitrogruppen (–NO2) reagiert die phenolische Hydroxygruppe der Pikrinsäure stark sauer (pKs = 0,29). Pikrinsäure kristallisiert in der orthorhombischen Raumgruppe Pca21 mit a = 9,13 Å, b = 18,69 Å, c = 9,79 Å und α = β = γ = 90°.

### Physikalische Gefahren
An der Luft verbrennt Pikrinsäure mit starker Rauchentwicklung; bei sehr raschem Erhitzen oder einer Initialzündung detoniert sie. Pikrinsäure ist empfindlich gegen thermische (Hitze, Feuer) und mechanische (Schlag, Reibung) Belastung und gilt im Sinne des Sprengstoffgesetzes als Sprengstoff. Für den Versand zur Verwendung als Laborchemikalie (siehe unten) wird die kristallisierte Säure durch Zugabe von 30 bis 50 Prozent Wasser stabilisiert („phlegmatisiert“).
| Bildungsenergie            | −865,9 kJ·kg−1[24]                                |
| Bildungsenthalpie          | −936,2 kJ·kg−1[24]                                |
| Sauerstoffbilanz           | −45,4 %[24]                                       |
| Stickstoffgehalt           | 18,34 %[24]                                       |
| Normalgasvolumen           | 881 l·kg−1[24]                                    |
| Explosionswärme            | 3546 kJ·kg−1 (H2O (l)) 3465 kJ·kg−1 (H2O (g))[24] |
| Spezifische Energie        | 1033 kJ·kg−1 (105,3 mt/kg)[24]                    |
| Bleiblockausbauchung       | 31,5 cm3·g−1[24]                                  |
| Detonationsgeschwindigkeit | 7350 m·s−1                                        |
| Stahlhülsentest            | Grenzdurchmesser 4 mm[24]                         |
| Schlagempfindlichkeit      | 7,4 Nm[24]                                        |
| Reibempfindlichkeit        | bis 353 N keine Reaktion[24]                      |
Pikrinsäure bildet mit zahlreichen anorganischen und organischen Basen Salze, die als Pikrate bezeichnet werden. Als starke Säure greift sie in wässriger Lösung zudem unedle Metalle unter Pikratbildung an. Einige der Salze z. B. Bleipikrat sind extrem empfindlich gegenüber Schlag, Reibung und Funken. Sie verhalten sich somit wie Initialsprengstoffe. Ammoniumpikrat wurde als Sprengstoff verwendet.
Ebenfalls als Pikrate bezeichnet werden die Charge-Transfer-Komplexe, die Pikrinsäure mit Aromaten bildet. Diese Feststoffe sind oft schwerlöslich und farbig. Wegen der charakteristischen und scharfen Schmelzpunkte (z. B. Benzol-Pikrat 84 °C, Toluol-Pikrat 88 °C, Anthracen-Pikrat 138 °C) wurde Pikrinsäure vor allem früher als Nachweisreagenz zur Identifikation von Aromaten verwendet.

### Toxikologie
Pikrinsäure ist giftig. Auf der Haut kann sie starke allergische Reaktionen hervorrufen. Die Kontamination mit Stäuben und Dämpfen ist daher zu vermeiden.

## Verwendung
Primär dient die Pikrinsäure der Farbstoffindustrie zur Herstellung von 2-Amino-4,6-dinitrophenol (Pikraminsäure). Sie wurde früher zusammen mit Gummi arabicum und destilliertem Wasser zur Herstellung gelber Tinte verwendet. Ein weiteres Einsatzgebiet ist die organische Analytik zum Nachweis von Aminen, Alkaloiden und Kreatinin. Diese basischen Stoffe bilden gelbe Salze, welche durch ihren Schmelzpunkt charakterisiert werden (Derivat-Bildung).
In der Histologie wird Pikrinsäure in dem Fixiergemisch nach Bouin (Bouinsche Lösung) verwendet.
In der Mikroskopie verwendet man Pikrinsäure als Bestandteil von Fixierflüssigkeiten (zur Konservierung zellulärer Strukturen) und zum Anfärben von Präparaten. Ein weiteres Einsatzgebiet von Pikrinsäure ist die Metallografie. Hier wird die Substanz zum Ätzen metallischer Oberflächen verwendet, z. B. bei der Präparation von Magnesiumlegierungen oder bei Seigerungsuntersuchungen an Stählen. Die Ätzung der Stähle wird mit Igeweskys-Reagenz, einer fünfprozentigen Lösung von Pikrinsäure in wasserfreiem Alkohol, durchgeführt. Pikrinsäure dient auch der Kreatinin-Konzentrationsmessung: Kreatinin bildet in alkalischer Lösung mit Pikrinsäure einen Meisenheimer-Komplex (Jaffé-Reaktion), dessen rote Farbe photometrisch gemessen wird.
Amine bilden mit Pikrinsäure Salze, die einen scharfen, charakteristischen Schmelzpunkt haben. Früher (und heute noch in der Chemieausbildung) wurden Amine so nachgewiesen und identifiziert.
Eine gesättigte wässrige Lösung von Pikrinsäure wird als Hagers Reagenz bezeichnet. Sie dient als Nachweisreagenz für Alkaloide in Form eines gelben Niederschlags bei Alkaloid-Anwesenheit.

## Rechtliches

### Deutschland
Pikrinsäure ist im Sinne des deutschen Sprengstoffgesetzes als explosionsgefährlicher Stoff der Stoffgruppe A (trocken) bzw. C (mit 25 % Wasser angefeuchtet) gemäß § 1 Abs. 3 Sprengstoffgesetz eingestuft. Für Privatpersonen ist trockene Pikrinsäure somit nach § 27 SprengG erlaubnispflichtig. Trocken ist Pikrinsäure in Lagergruppe 1.1 oder I bzw. als Gefahrgut in Klasse 1.1 (Stoffe, die massenexplosionsfähig sind) eingestuft, angefeuchtet mit 30 % Wasser in Lagergruppe 1.4.
Als handelsübliches Produkt ist Pikrinsäure mit > 30 % Wasser angefeuchtet und damit phlegmatisiert. Angefeuchtet (> 30 % Wasser) verhält sich Pikrinsäure wie ein entzündlicher Feststoff und wird zum Transport als Entzündbarer fester Stoff der Gefahrgutklasse 4.1 nach ADR gekennzeichnet.
Pikrinsäure wird in aller Regel mit mindestens 30 % Wasser phlegmatisiert gelagert und gilt dann nicht mehr als explosionsgefährlich, die GHS-Kennzeichnung lautet dann wie folgt:
| Pikrinsäure mit > 30 % Wasser |                                     |
| GHS- Kennzeichnung            | \| \| \|Signalwort: Gefahr          |
| H-Sätze                       | 206‐302‐311+331                     |
| P-Sätze                       | 210‐212‐230‐233‐280‐370+380+375‐501 |
| Gefahrensymbol                | Gefahrensymbol                      |